# Doctrine catholique sur le Décalogue
 (avril 2016).
 (avril 2016).
Si vous disposez d'ouvrages ou d'articles de référence ou si vous connaissez des sites web de qualité traitant du thème abordé ici, merci de compléter l'article en donnant les références utiles à sa vérifiabilité et en les liant à la section « Notes et références ».

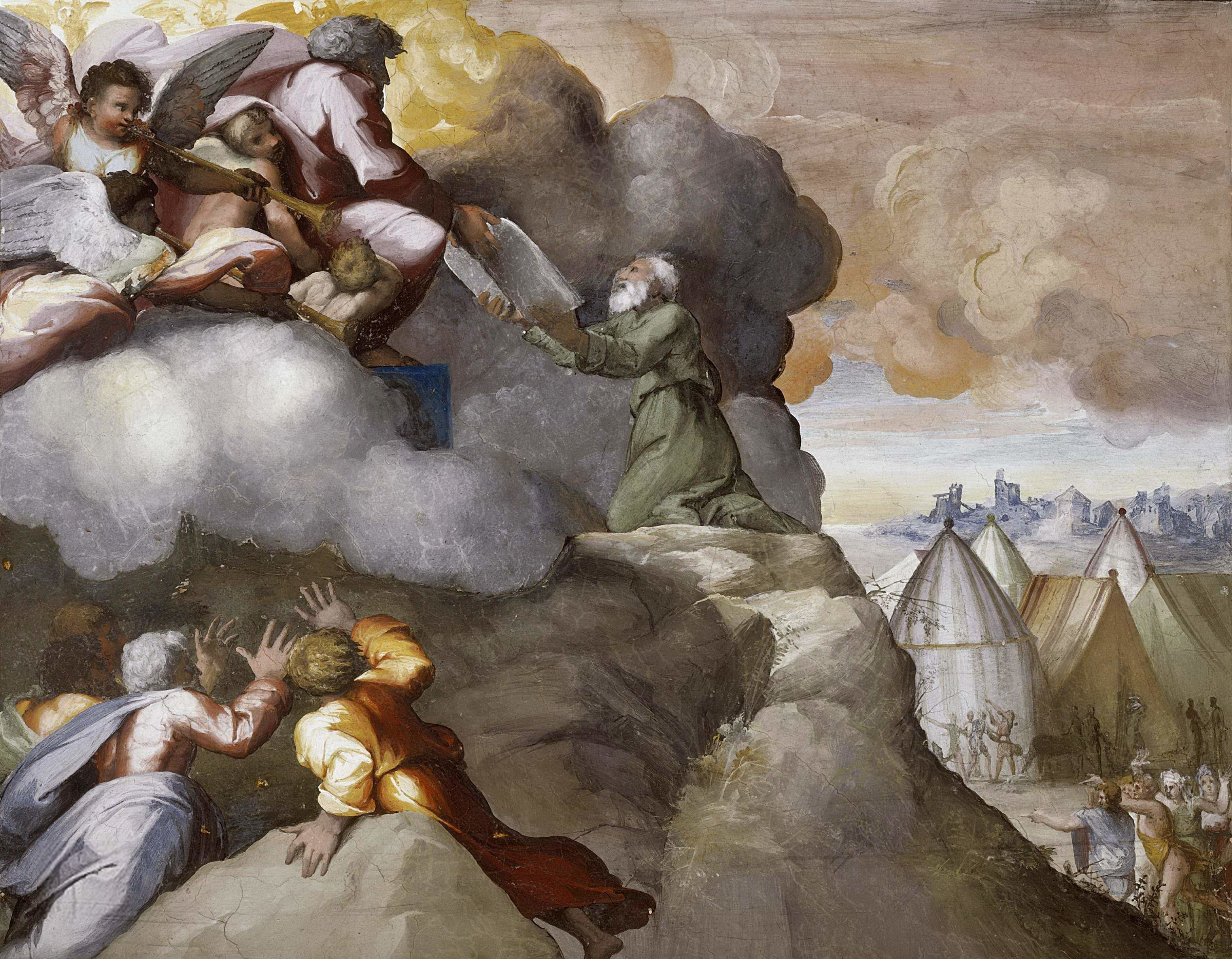
Moïse reçoit les Dix Commandements, par Raphaël, musées du Vatican.

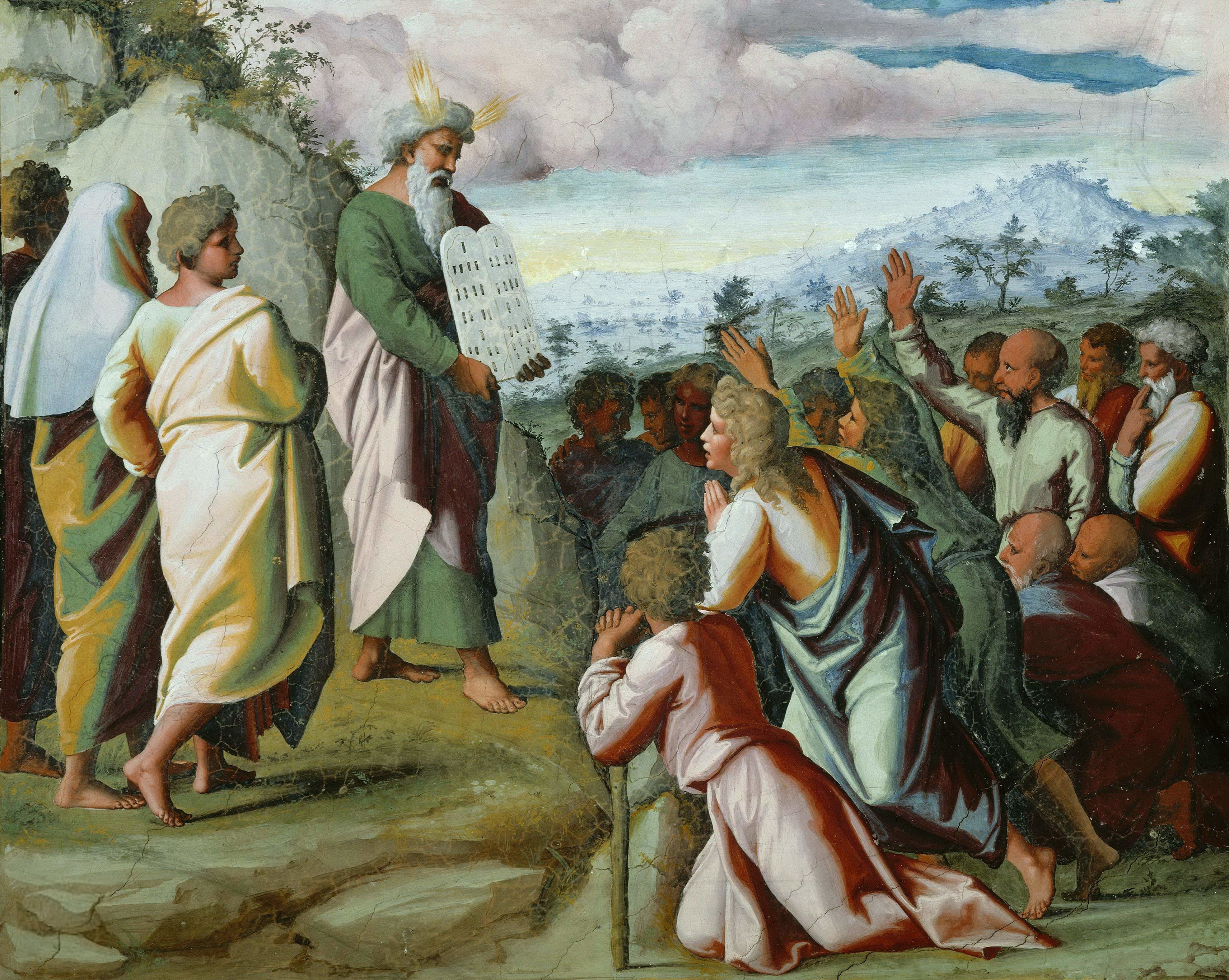
Moïse remet les Dix Commandements au peuple d'Israël, par Raphaël, musées du Vatican.

Le Décalogue (aussi appelé les Dix Commandements) est une série d'impératifs religieux et moraux qui sont reconnus comme les fondements moraux dans plusieurs religions abrahamiques, dont le catholicisme, énoncés dans l'Ancien Testament.

## Explications
Comme il est indiqué dans le Livre de l'Exode et le Deutéronome, les Dix Commandements sont donnés par Dieu aux Israélites pour les libérer de « l'esclavage spirituel » du péché. Selon le Catéchisme de l'Église catholique - l'exposition officielle des croyances chrétiennes de l'Église catholique - les Dix Commandements sont considérés comme essentiels pour le développement et pour une bonne santé spirituelle, et servent de base à la doctrine sociale de l'Église. Un examen des Dix Commandements est une des formes les plus courantes de l'examen de conscience utilisé par les catholiques avant de recevoir le sacrement de la pénitence.
Les Dix Commandements apparaissent dans les premiers écrits de l'Église ; le catéchisme déclare qu'ils ont « occupé une place prédominante » dans l'instruction de la foi depuis l'époque d'Augustin d'Hippone,. Plus tard leur non enseignement par certains diocèses est la base de l'une des critiques lancées contre l'Église par les réformateurs protestants. Par la suite, le premier enseignement de catéchisme de l'Église en 1566 a fourni des discussions approfondies de chaque commandement, mais il a aussi donné une plus grande importance aux sept sacrements. Le catéchisme le plus récent donne une grande importance à chacun des commandements.
L'enseignement des Dix Commandements par l'Église, est largement fondé sur l'Ancien et le Nouveau Testament et les écrits des premiers Pères de l'Église. Dans le Nouveau Testament, Jésus a reconnu leur validité et a demandé à ses disciples d'aller plus loin, exigeant une droiture dépassant celle des scribes et des pharisiens. Divisé en deux « grands commandements » par Jésus, qui enseignent l'amour de Dieu et l'amour du prochain, ils instruisent des individus sur leurs relations avec les deux. Les trois premiers commandements exigent le respect envers le nom de Dieu, l'observation de la Journée du Seigneur et interdisent le culte des autres dieux. Les autres portent sur les relations entre les individus, comme celle entre parent et enfant ; elles comprennent des interdictions contre le mensonge, le vol, meurtre, l'adultère et la convoitise.

## Numérotation
L'ancien testament indique « Dix Commandements »,,, même s'il y a plus de dix phrases impératives dans les deux textes qui y sont relatifs : Exode 20: 1-17 et Deutéronome 5: 6-21,. L'Ancien Testament ne précise pas la façon dont les textes doivent être divisés pour arriver à dix commandements. La division traditionnellement utilisée par les églises catholique et luthérienne a été obtenue par l'Église latine du Père Augustin d'Hippone (354-430) dans son livre Questions sur l'Exode,. D'autres églises chrétiennes, comme les orthodoxes et quelques églises protestantes, utilisent une forme établie par les Pères grecs ; ces deux formes ont une numérotation légèrement différente, mais conservent exactement la même substance, malgré les accusations contraires protestantes. La numérotation juive diffère des dénominations chrétiennes, estimant que beaucoup de chrétiens considèrent le premier commandement comme un prologue.

## Énumération
1. Tu aimeras Dieu par-dessus tout.
2. Tu ne prononceras pas le nom de Dieu en vain.
3. Tu sanctifieras le jour du Seigneur.
4. Tu honoreras ton père et ta mère.
5. Tu ne tueras pas.
6. Tu ne commettras pas d'adultère.
7. Tu ne voleras pas.
8. Tu ne porteras pas de faux témoignage ni ne mentiras.
9. Tu ne te laisseras pas aller à des pensées ou des désirs impurs.
10. Tu ne convoiteras pas la propriété d'un autre.

## Histoire
Les Dix Commandements sont reconnus comme une fondation morale du Judaïsme, du Christianisme et de l'Islam. Ils apparaissent pour la première fois dans le Livre de l'Exode, selon lequel Moïse, agit sous les ordres de Dieu, libérant les Israélites de l'esclavage physique en Égypte. Selon l'enseignement de l'Église, Dieu a offert un accord - qui inclut les Dix Commandements - pour aussi les libérer de l'esclavage spirituel du péché. Certains historiens ont décrit cela comme l'événement central dans l'histoire ancienne d'Israël.
Les Commandements ont été écrits par Dieu directement sur des tablettes de pierre qui ont été placés dans l'Arche d'alliance et forment le centre et le noyau de la religion juive. Ils ont été donnés plus directement par Dieu que toute autre partie de la loi juive, et ils ont été placés dans le lieu le plus saint, où seul le grand prêtre pouvait entrer, et seulement une fois par an. Cet enseignement a été réaffirmé au Concile de Trente (1545-1563) et au Concile du Vatican (1962-1965).
Bien qu'il ne soit pas certain du rôle que les Dix Commandements ont joué au début de l'ère chrétienne, il semble qu'ils étaient récités au cours de certains services et utilisés dans l'éducation chrétienne. Par exemple, ils sont inclus dans l'un des premiers écrits chrétiens, connus comme l'enseignement des douze apôtres ou de la Didachè. Les chercheurs affirment que les Dix Commandements ont été fortement considérés par l'Église primitive comme un résumé de la loi de Dieu. Le savant protestant Klaus Bockmühl estime que l'Église a remplacé les Commandements contre des listes de vertus et des vices, comme les sept péchés capitaux, de 400 à 1200. D'autres chercheurs soutiennent que dans toute l'histoire de l'Église les Commandements ont été utilisés comme un examen de conscience et que beaucoup de théologiens ont écrit à leur sujet. Bien que la preuve existe que les commandements faisaient partie de la catéchèse des monastères et autres lieux religieux, il n'y avait pas de position officielle de l'Église pour promouvoir des méthodes spécifiques de l'enseignement religieux. Au Moyen Âge, l'Église n'a pas de norme officielle pour l'instruction religieuse et ceci jusqu'au Quatrième concile du Latran en 1215. Pourtant des preuves que les Dix Commandements ont été utilisés dans l'éducation chrétienne du christianisme primitif existent et tout au long du Moyen Âge, mais avec un accentuation incohérente. Le quatrième concile du Latran (1215) a été la première tentative de remédier à ce problème. Des preuves survivantes révèlent que les efforts de certains évêques pour mettre en œuvre les résolutions du Conseil comprenaient un accent particulier sur l'enseignement des commandements dans leurs diocèses respectifs. Des siècles plus tard, leur non enseignement dans certains diocèses est l'une des critiques lancées contre l'Église par les réformateurs protestants.
Les catéchismes de certains diocèses au milieu du XVe siècle ont insisté sur les Dix Commandements et ont posé les bases pour le premier enseignement catéchisme de l'Église, le catéchisme romain de 1566.
Le plus récent catéchisme de l'Église catholique – le résumé officiel des croyances de l'Église – consacre une large section aux Dix Commandements, qui servent de bases pour la doctrine sociale de l'Église. Selon le catéchisme, l'Église a donné une place prédominante à l'enseignement de la foi depuis le Ve siècle. Peter Kreeft explique que l'Église les considère comme « une trajectoire de vie » et un « chemin vers la liberté » tout comme une barrière de cours d'école qui protège les enfants des « dangers mortels de la vie ».

## Le premier commandement
« Je suis l’Éternel, ton Dieu, qui t'ai fait sortir du pays d’Égypte, de la maison de servitude. Tu n'auras pas d'autres dieux devant ma face.Tu ne te feras point d'image taillée, ni de représentation quelconque des choses qui sont en haut dans les cieux, qui sont en bas sur la terre, et qui sont dans les eaux plus bas que la terre.Tu ne te prosterneras point devant elles, et tu ne les serviras point. »

— Le premier commandement selon le Catéchisme de l’Église catholique.